# فيليكس باتريك كوين
فيليكس باتريك كوين (بالإنجليزية: Felix Patrick Quinn)‏ هو سياسي كندي، ولد في 2 نوفمبر 1874 في هاليفاكس في كندا، وتوفي في 28 مارس 1961 في كندا. حزبياً، نشط في حزب كندا المحافظ. وقد انتخب عضو مجلس الشيوخ الكندي (20 يوليو 1935 – 28 مارس 1961) وانتخب عضو مجلس العموم الكندي عن دائرة هاليفاكس ‏ (29 أكتوبر 1925 – 28 مارس 1961).